# Norman (Arkansas)
Norman es un pueblo ubicado en el condado de Montgomery en el estado estadounidense de Arkansas. En el Censo de 2010 tenía una población de 378 habitantes y una densidad poblacional de 126,91 personas por km².

## Geografía
Norman se encuentra ubicado en las coordenadas 34°27′34″N 93°40′36″O / 34.45944, -93.67667. Según la Oficina del Censo de los Estados Unidos, Norman tiene una superficie total de 2.98 km², de la cual 2.95 km² corresponden a tierra firme y (0.96%) 0.03 km² es agua.

## Demografía
Según el censo de 2010, había 378 personas residiendo en Norman. La densidad de población era de 126,91 hab./km². De los 378 habitantes, Norman estaba compuesto por el 94.44% blancos, el 0% eran afroamericanos, el 0.26% eran amerindios, el 1.06% eran asiáticos, el 0% eran isleños del Pacífico, el 0.79% eran de otras razas y el 3.44% pertenecían a dos o más razas. Del total de la población el 2.12% eran hispanos o latinos de cualquier raza.